# Visitara charitopis
Visitara charitopis là một loài bướm đêm trong họ Geometridae.